# Fox Mulder
Fox Mulder (Chilmark, Massachusetts, 13 oktober 1961) is een personage uit de Amerikaanse televisieserie The X-Files. Hij wordt gespeeld door David Duchovny.

## Biografie
Fox William Mulder werd geboren op 13 oktober 1961 in het dorpje Chilmark in Massachusetts als zoon van William Mulder en Elizabeth Kuipers. Zijn biologische vader is echter de geheimzinnige Cigarette Smoking Man, een collega van William, met wie zijn moeder een geheime affaire had. In de avond van 27 november 1973, wanneer de twaalfjarige Fox op zijn vier jaar jongere zusje Samantha past wordt zij ontvoerd door een onbekende kracht, waarvan Fox later gelooft dat het buitenaardse wezens waren. Doordat William Mulder een belangrijke man in de regering was werd de FBI erbij betrokken. Echter werd het dossier na verloop van tijd, wegens gebrek aan bewijs, als onopgelost gesloten. Dit dossier, met nummer X-40253, vind Fox later terug wanneer hij bij de X-Files werkt.

## Stamboom
| William "Bill" Mulder | William "Bill" Mulder | William "Bill" Mulder | William "Bill" Mulder | William "Bill" Mulder | William "Bill" Mulder |  |  | Elizabeth "Teena" Kuipers | Elizabeth "Teena" Kuipers | Elizabeth "Teena" Kuipers | Elizabeth "Teena" Kuipers | Elizabeth "Teena" Kuipers | Elizabeth "Teena" Kuipers |  |  | Cigarette Smoking Man | Cigarette Smoking Man | Cigarette Smoking Man | Cigarette Smoking Man | Cigarette Smoking Man | Cigarette Smoking Man |  |  | Dana Katherine Scully                | Dana Katherine Scully                | Dana Katherine Scully                | Dana Katherine Scully                | Dana Katherine Scully                | Dana Katherine Scully                |
| William "Bill" Mulder | William "Bill" Mulder | William "Bill" Mulder | William "Bill" Mulder | William "Bill" Mulder | William "Bill" Mulder |  |  | Elizabeth "Teena" Kuipers | Elizabeth "Teena" Kuipers | Elizabeth "Teena" Kuipers | Elizabeth "Teena" Kuipers | Elizabeth "Teena" Kuipers | Elizabeth "Teena" Kuipers |  |  | Cigarette Smoking Man | Cigarette Smoking Man | Cigarette Smoking Man | Cigarette Smoking Man | Cigarette Smoking Man | Cigarette Smoking Man |  |  | Dana Katherine Scully                | Dana Katherine Scully                | Dana Katherine Scully                | Dana Katherine Scully                | Dana Katherine Scully                | Dana Katherine Scully                |
|                       |                       |                       |                       |                       |                       |  |  |                           |                           |                           |                           |                           |                           |  |  |                       |                       |                       |                       |                       |                       |  |  |                                      |                                      |                                      |                                      |                                      |                                      |
|                       |                       |                       |                       |                       |                       |  |  |                           |                           |                           |                           |                           |                           |  |  |                       |                       |                       |                       |                       |                       |  |  |                                      |                                      |                                      |                                      |                                      |                                      |
| Samantha Ann Mulder   | Samantha Ann Mulder   | Samantha Ann Mulder   | Samantha Ann Mulder   | Samantha Ann Mulder   | Samantha Ann Mulder   |  |  | Fox William Mulder        | Fox William Mulder        | Fox William Mulder        | Fox William Mulder        | Fox William Mulder        | Fox William Mulder        |  |  | Jeffrey Frank Spender | Jeffrey Frank Spender | Jeffrey Frank Spender | Jeffrey Frank Spender | Jeffrey Frank Spender | Jeffrey Frank Spender |  |  | Jackson Van De Kamp (William Scully) | Jackson Van De Kamp (William Scully) | Jackson Van De Kamp (William Scully) | Jackson Van De Kamp (William Scully) | Jackson Van De Kamp (William Scully) | Jackson Van De Kamp (William Scully) |